# Regency Enterprises
Regency Enterprises (generalmente referidos como Regency en pantalla y acreditado como Monarchy Enterprises S.á.r.l.) es una compañía de entretenimiento estadounidense formada por Arnon Milchan. Fue fundada en 1982 como el sucesor de Regency International Pictures anteriormente conocido como Embassy International Pictures N.V..

## Regency Television
Regency Television es una empresa conjunta entre Regency Enterprises y Fox Television Studios, fundada en 1998. Los programas de televisión más conocidos de Regency incluyen el drama de ciencia ficción de The WB, Roswell, y la comedia de Fox Malcolm in the Middle y The Bernie Mac Show.
El 17 de julio de 2008, se anunció que Regency Television cerraría toda la producción en 2008 después de casi diez años de funcionamiento, hasta que el 17 de enero de 2011, New Regency anunció un regresó al negocio de la televisión después de que 20th Century Fox extendiera su distribución con Regency hasta 2022.

## Inversiones
- New Regency Productions (80%) (una empresa conjunta entre Regency Enterprises y 20th Century Studios)
- Regency Television (50%) (una empresa conjunta entre Regency Enterprises y 20th Television)

### Ex inversiones
- Restless Records: compañía de grabación de rock, vendida a Rykodisc en 2001.
- BabyFirst (30%): canal de cable en EE. UU. Destinado a niños de 0 a 3 años, vendido a First Media.

## Filmografía
Como Embassy International Pictures N.V.:
- The King of Comedy (1982) (coproducción con 20th Century Fox)
- Once Upon a Time in America (1984) (coproducción con The Ladd Company, PSO Enterprises, Rafran Cinematografia y Warner Bros.)
- Brazil (1985) (coproducción con Brazil Productions, 20th Century Fox y Universal Pictures)
- Legend (1985) (coproducción con Universal Pictures y 20th Century Fox)
- Stripper (1986) (coproducción con 20th Century Fox)
- Man on Fire (1987) (coproducción con Acteurs Auteurs Associes (AAA), distribuida por TriStar Pictures) (Sin créditos)

Como Regency International Pictures:
- Who's Harry Crumb? (1989) (coproducción con Frostbacks, NBC Productions y TriStar Pictures) (Sin créditos)
- Big Man on Campus (1989) (coproducción con Vestron Pictures)
- The War of the Roses (1989) (coproducción con Gracie Films y 20th Century Fox) (Sin créditos)
- Pretty Woman (1990) (coproducción con Silver Screen Partners IV, Touchstone Pictures y Buena Vista Pictures) (Sin créditos)
- Q&A (1990) (distribuida por TriStar Pictures)

### 1990s
| - Guilty by Suspicion (1991) (Sin créditos) - Switch (1991) (Sin créditos) - JFK (1991) - The Mambo Kings (1992) - Memoirs of an Invisible Man (1992) - The Power of One (1992) - Turtle Beach (1992) - Under Siege (1992) - Sommersby (1993) - Falling Down (1993) - Made in America (1993) - Free Willy (1993) - That Night (1993) - George Balanchine's The Nutcracker (1993) - Heaven & Earth (1993) - Six Degrees of Separation (1993) | - The Client (1994) - Natural Born Killers (1994) (coproducción con Ixtlan Productions) - Second Best (1994) - Cobb (1994) - Boys on the Side (1995) - Under Siege 2: Dark Territory (1995) - Free Willy 2: The Adventure Home (1995) - Empire Records (1995) - Copycat (1995) - Heat (1995) - A Time to Kill (1996) - Tin Cup (1996) - Carpool (1996) - Bogus (1996) - North Star (1996) - Sunchaser (1996) | - Murder at 1600 (1997) - Free Willy 3: The Rescue (1997) - L.A. Confidential (1997) - Breaking Up (1997) - The Devil's Advocate (1997) - The Man Who Knew Too Little (1997) - Dangerous Beauty (1998) - City of Angels (1998) (coproducción con Atlas Entertainment) - The Negotiator (1998) (coproducción con Mandeville Films) - Goodbye Lover (1998) - Simply Irresistible (1999) - Pushing Tin (1999) - Entrapment (1999) - Fight Club (1999) - A Midsummer Night's Dream (1999) |

### 2000s
| - Big Momma's House (2000) - Bedazzled (2000) - Tigerland (2000) - Black Knight (2001) - Don't Say a Word (2001) (coproducción con Village Roadshow Pictures) - Freddy Got Fingered (2001) - Joy Ride (2001) - Joe Somebody (2001) (coproducción con Kopelson Entertainment) - High Crimes (2002) - Life or Something Like It (2002) (coproducción con Davis Entertainment) - Unfaithful (2002) - Daredevil (2003) (coproducción con Marvel Enterprises) - Down with Love (2003) - Runaway Jury (2003) - Wrong Turn (2003) - First Daughter (2004) (coproducción con Davis Entertainment) | - The Girl Next Door (2004) - Man on Fire (2004) (coproducción con Scott Free Productions) - Elektra (2005) (coproducción con Marvel Enterprises) - Hide and Seek (2005) - Guess Who (2005) (distribuida por Columbia Pictures) - Mr. and Mrs. Smith (2005) - Little Manhattan (2005) - Stay (2005) - Bee Season (2005) - Big Momma's House 2 (2006) - Date Movie (2006) - Just My Luck (2006) (coproducción con Cheyenne Enterprises y Silvercup Studios) - My Super Ex-Girlfriend (2006) - John Tucker Must Die (2006) (coproducción con Dune Entertainment, Landscape Productions y Major Studio Partners) - The Fountain (2006) (distribuida por Warner Bros. Pictures en EUA y 20th Century Fox internacionalmente) - The Sentinel (2006) | - Deck the Halls (2006) - Alvin and the Chipmunks (2007) - Epic Movie (2007) - Firehouse Dog (2007) - Jumper (2008) - Marley & Me (2008) - Meet Dave (2008) - Meet the Spartans (2008) - Mirrors (2008) - Shutter (2008) - Street Kings (2008) - What Happens in Vegas (2008) (coproducción con 21 Laps Entertainment) - Guerra de novias (2009) - Aliens in the Attic (2009) - Fantastic Mr. Fox (2009) (coproducción con Indian Paintbrush) - Alvin and the Chipmunks: The Squeakquel (2009) |

### 2010s
| - Marmaduke (2010) (coproducción con Davis Entertainment) - Knight and Day (2010) - Date Night (2010) - Vampires Suck (2010) - Love & Other Drugs (2010) - Big Mommas: Like Father, Like Son (2011) (coproducción con Dune Entertainment) - Monte Carlo (2011) - What's Your Number? (2011) - In Time (2011) - The Darkest Hour (2011) - Alvin and the Chipmunks: Chipwrecked (2011) - Broken City (2013) - The Internship (2013) (coproducción con 21 Laps Entertainment) - Runner Runner (2013) | - 12 Years a Slave (2013) (coproducción con River Road Entertainment, Plan B Entertainment y Film4 Productions) - Noah (2014) (distribuida por Paramount Pictures) - Joy Ride 3: Roadkill (2014) - Gone Girl (2014) (coproducción con TSG Entertainment) - Birdman (2014) (coproducción con TSG Entertainment) - Wrong Turn 6: Last Resort (2014) - Unfinished Business (2015) - True Story (2015) (coproducción con Plan B Entertainment) - Aloha (2015) (distribuida por Columbia Pictures en EUA) (coproducción con RatPac Entertainment) - The Big Short (2015) (distribuida por Paramount Pictures) (coproducción con Plan B Entertainment) - Alvin and the Chipmunks: The Road Chip (2015) | - The Revenant (2015) (coproducción con RatPac Entertainment) - Rules Don't Apply (2016) (coproducción con RatPac Entertainment, Shangri-La Entertainment y Worldview Entertainment) - Assassin's Creed (2016) (coproducción con Ubisoft Motion Pictures y The Kennedy/Marshall Company) - A Cure for Wellness (2017) (coproducción con Blink Wink Productions) - Unsane (2018) (coproducción con Fingerprint Releasing y Bleecker Street) - The Girl in the Spider's Web (2018) (distribuida por Columbia Pictures), (coproducción con Metro-Goldwyn-Mayer, Scott Rudin Productions, Yellow Bird, y Pascal Pictures) - Bohemian Rhapsody (2018) (coproducción con GK Films, y Queen Films) - Widows (2018) (coproducción con Film 4 y See-Saw Films) |

### 2019 y Década de los 2020
- Ad Astra (2019) (coproducción con Plan B Entertainment)
- The Lighthouse (2019) (coproducción con A24, RT Features, Parts & Labor)[7]
- Little Women (2019) (coproducción con Columbia Pictures, Di Novi Pictures, Pascal Pictures, y Sony Pictures Entertainment)
- Artemis (2021) (coproducción con Genre Films y Lord/Miller Productions)[8]
- Barbarian (2022) (con Walt Disney Studios Motion Pictures y en coproducción con Vertigo Entertainment)
- Amsterdam (2022) (con Walt Disney Studios Motion Pictures)